# Selma (Alabama)

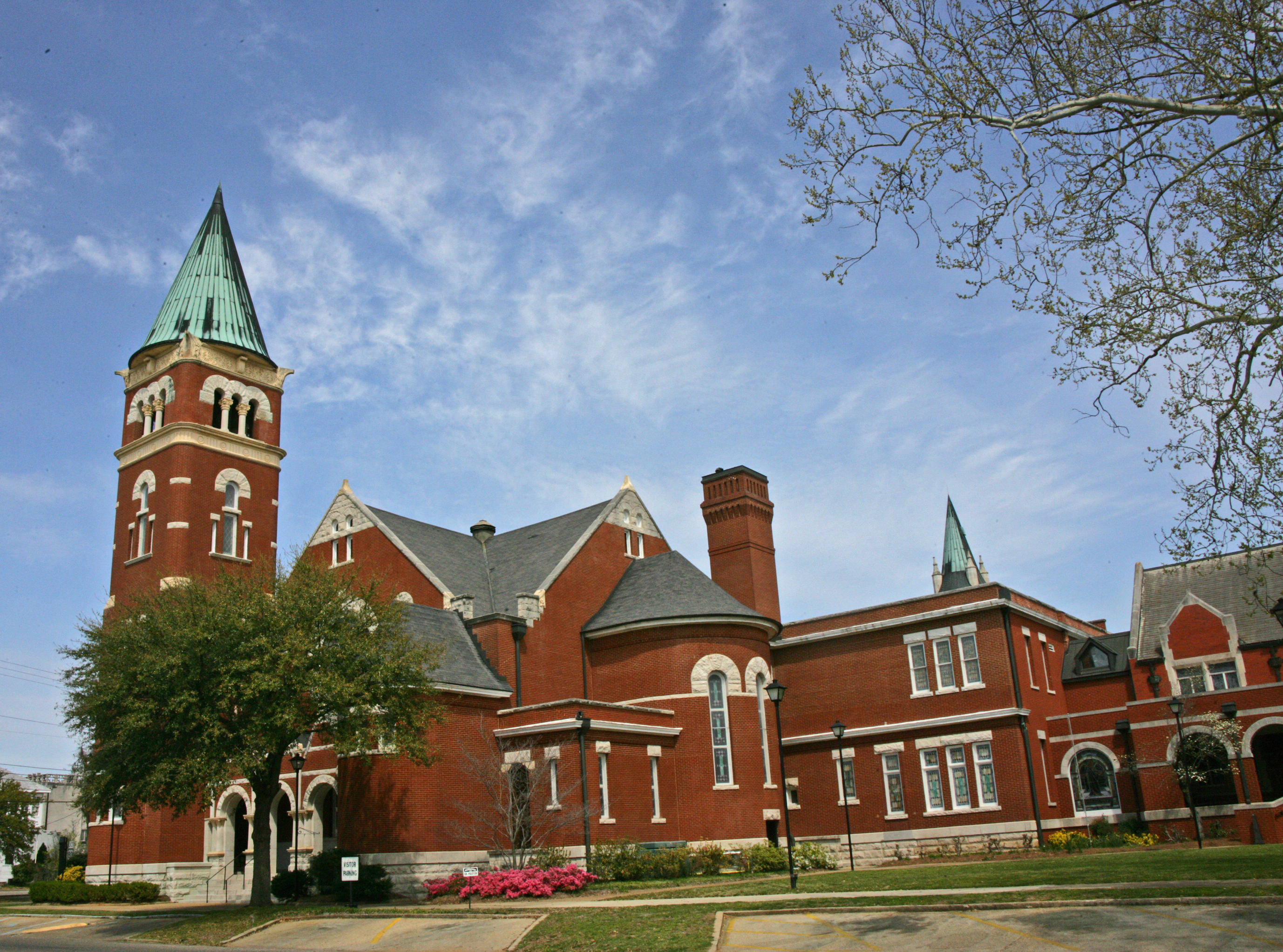
Die 1902 errichtete Street United Methodist Church

Selma ist eine US-amerikanische Stadt in Alabama im Dallas County und Sitz der Countyverwaltung (County Seat). Sie befindet sich am Alabama River und hat 17.971 Einwohner (Stand: Volkszählung 2020).

## Geschichte
Selma wurde 1816 gegründet. Während des Bürgerkrieges (1861–1865) wurden in Selma wichtige Kriegsgüter für die Konföderation hergestellt. Am 2. April 1865 besiegte Major General James H. Wilson die Streitkräfte von Nathan Bedford Forrest in der Schlacht um Selma und eroberte den Staat für die Union.
Die Stadt wurde 1965 durch drei Märsche von Selma nach Montgomery weltweit bekannt. Bei den Märschen, die von Martin Luther King angeführt wurden, ging es um die Aufnahme schwarzer US-Bürger in die Wählerlisten. Die ersten beiden Märsche wurden von der Polizei kurz nach der Stadtgrenze von Selma (mit Gewalt) gestoppt. Der dritte Marsch hatte dann endlich im März 1965 den gewünschten Erfolg; dabei wurden allerdings drei Menschen getötet, darunter ein Priester. Auf Selmas Rolle im Kampf gegen die Rassentrennung weist auch die letzte Strophe des Protestsongs Eve of Destruction von Barry McGuire hin („Think of all the hate there is in Red China, then take a look around to Selma, Alabama!“).
2000 wurde ein Monument für den Konföderierten Offizier Nathan Bedford Forrest in Selma enthüllt. Diese Maßnahme war umstritten, da Forrest vom Norden Kriegsverbrechen beschuldigt wurde (siehe Gefecht um Fort Pillow) und er einer der Gründer des Ku-Klux-Klans gewesen sein soll. 2012 wurde dieses Monument durch Unbekannte beschädigt.
Zum 50. Jahrestag des ersten Selma-nach-Montgomery-Marsches kamen am 7. März 2015 Barack Obama und hundert Kongressabgeordnete nach Selma. Sie wurden von Bürgermeister George Evans empfangen, dem zweiten schwarzen Bürgermeister der Stadtgeschichte.

## National Register of Historic Places

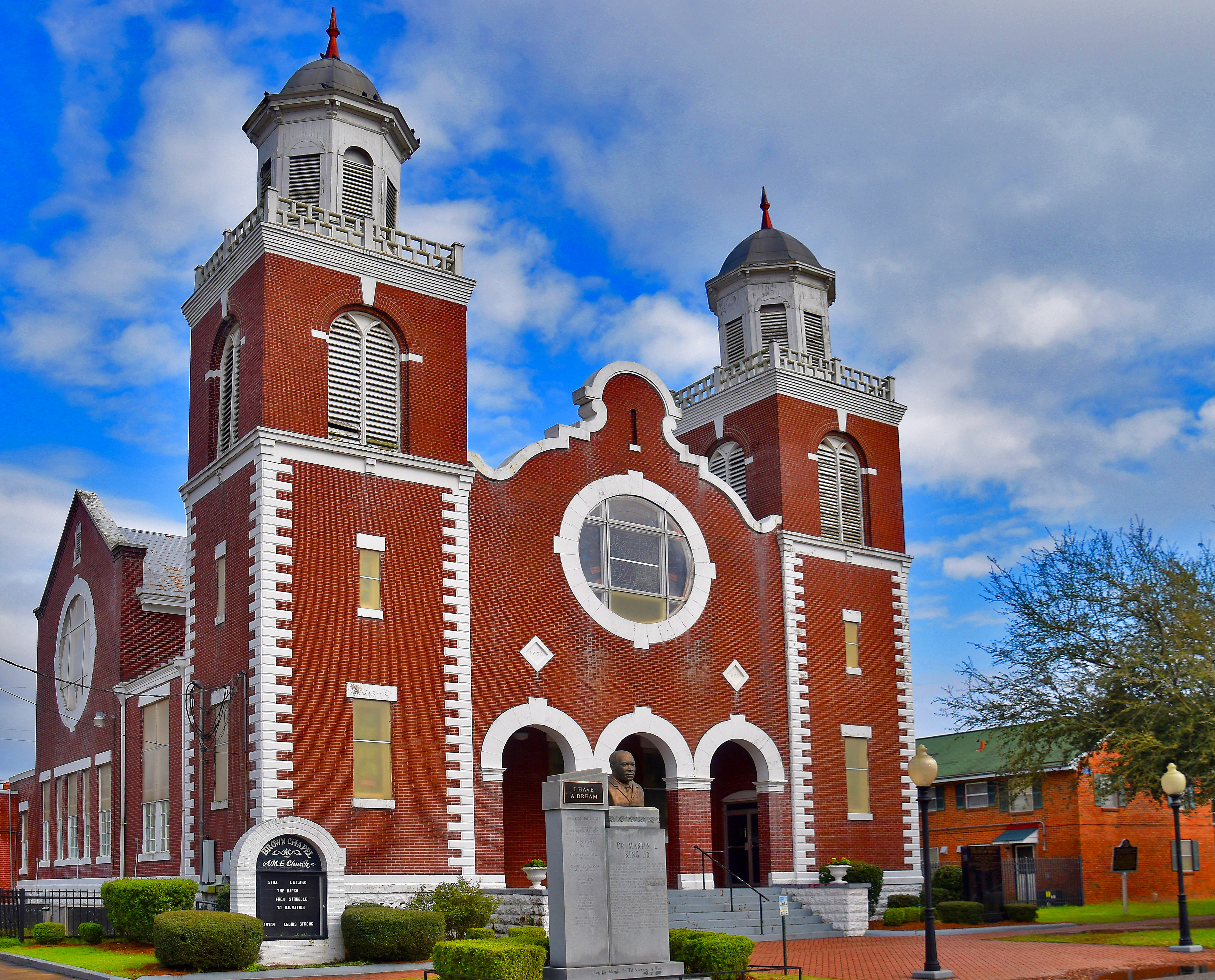
Brown Chapel African Methodist Episcopal Church (2019)

18 Bauwerke und Stätten in Selma sind in das National Register of Historic Places eingetragen (Stand 12. November 2019), darunter die Sturdivant Hall und das Joseph T. Smitherman Historic Building, das auch als Old Dallas County Courthouse bekannt ist. Die Brown Chapel African Methodist Episcopal Church, die Ausgangspunkt der Märsche war, sowie die Edmund Pettus Bridge haben seit 1997 beziehungsweise 2013 den Status eines National Historic Landmarks.

## Söhne und Töchter der Stadt
- Clara Weaver Parrish (1861–1925), Malerin und Glaskünstlerin
- Helen Smith Woodruff (1888–1924), Schriftstellerin
- Bull Connor (1897–1973), Politiker
- T. J. Jemison (1918–2013), US-amerikanischer Geistlicher
- Kathryn Tucker Windham (1918–2011), Journalistin und Schriftstellerin
- Moses Bosco Anderson (1928–2013), römisch-katholischer Weihbischof in Detroit
- Ann Bedsole (* 1930), Politikerin
- Clarence Rivers (1931–2004), katholischer Geistlicher, Komponist und Autor
- Johnny Moore (1934–1998), Rhythm-and-Blues-Sänger
- Tepper L. Gill (* 1941), Mathematiker und Hochschullehrer
- Minnie Bruce Pratt (1946–2023), Schriftstellerin
- Jeff Sessions (* 1946), Politiker und Senator
- Cornelia Sharpe (* 1947), Schauspielerin
- Jo Bonner (* 1959), Politiker
- Suzan DelBene (* 1962), Politikerin (Demokraten), Mitglied des US-Repräsentantenhauses für den Bundesstaat Washington
- Terri Sewell (* 1965), Politikerin (Demokraten), Mitglied des US-Repräsentantenhauses für den Bundesstaat Alabama
- Gregg Hale (* 1966), Filmproduzent
- Mia Hamm (* 1972), Fußballspielerin